# Đorđe Milić
Đorđe Milić oder Djordje Milić (serbisch-kyrillisch Ђорђе Милић, türkisch Dorde Miliç, * 27. Oktober 1943 in Belgrad) ist ein ehemaliger jugoslawischer Fußballspieler und -trainer. Sowohl als Spieler wie auch als Trainer zählt er zu den wichtigen Persönlichkeiten Beşiktaş Istanbuls. Als Trainer führte er den Verein in der Erstligasaison 1981/82 zur Meisterschaft und verhalf dem Verein nach 15 Jahren wieder zu diesem Titel.

## Spielerkarriere

### Verein
Milić begann seine Profikarriere 1960 bei FK Vojvodina Novi Sad. Bereits in seiner zweiten Saison für diesen Verein, der Saison 1961/62, spielte er mit seinem Verein lange Zeit mit FK Partizan Belgrad um die jugoslawische Meisterschaft mit und beendete die Saison schließlich als Vizemeister. 1964 wurde er aufgrund seiner überzeugenden Leistungen in die jugoslawische Nationalmannschaft nominiert und gab da sein Länderspieldebüt. Nachdem Vojvodina im Sommer Branko Stanković als neuen Cheftrainer eingestellt hatte, begann Milić immer weniger Einsätze in der Mannschaft zu finden. In der Saison 1965/66 wurde er zwar mit Vojvodina jugoslawische Meister, absolvierte aber in dieser Meisterschaftssaison nur drei Ligaspiele.
Im Sommer 1966 wechselte Milić zu FK Roter Stern Belgrad. Bei diesem Verein spielte er nur eine Saison und wechselte anschließend ins Ausland zum niederländischen Vertreter DOS Utrecht. Für die Niederländer absolvierte er in zwei Spielzeiten lediglich fünf Ligaspiele.
Zur Saison 1970/71 wechselte Milić in die 2. türkische Fußballliga zum südanatolischen Vertreter Adanaspor. Bei diesem Klub avancierte er auf Anhieb zum Leistungsträger. Die Saison 1970/71 beendete er mit seinem Team als Meister. Dadurch stieg sein Klub zum ersten Mal in der Vereinsgeschichte in die höchste türkische Spielklasse, in die 1. Lig, auf. Milić steuerte zu diesem Erfolg in 25 Ligaspielen 16 Tore bei, war damit mit großem Abstand erfolgreichster Torschütze seines Vereins und einer der erfolgreichsten Torjäger der Saison. Im Anschluss an die reguläre Saison holte er mit seiner Mannschaft noch den Pokal des Ministeriums für Jugend und Sport.
Nach seiner ersten erfolgreichen Saison in der Türkei interessierten sich die großen Istanbuler Verein für Milić. So verhandelte Fenerbahçe Istanbul sowohl mit Milić als auch mit dessen Verein. Anschließend schaltete sich auch Galatasaray Istanbul ein und versuchte ebenfalls Milić zu verpflichtete. Zu diesem Zweck ließ der Verein Milić nach Istanbul einfliegen, um mit ihm persönlich zu verhandeln. Am Flughafen entführten einige Fenerbahçe-Funktionäre Milić mit dessen Einverständnis und versuchten so zu verhindern, dass Galatasaray den Transfer zum Abschluss brachte. Fenerbahçe einigte sich früh mit Milić und versuchte anschließend sich mit dessen Verein um eine Abfindung zu einigen. Da diese Einigung scheiterte, kehrte Milić zu Adanaspor zurück und startete bei diesem Klub in die neue Saison. Milić spielte die nächsten zwei Jahre für Adanaspor und erzielte während dieser Zeit in 50 Ligaspielen neun Tore.
Im Sommer 1973 wechselte Milić zu Beşiktaş Istanbul. Für diesen Verein spielte er die nächsten zwei Jahre. In seiner ersten Saison für die Istanbuler erkämpfte er sich schnell einen Stammplatz und etablierte sich als Leistungsträger. Sein Verein spielte lange Zeit mit Fenerbahçe um die Meisterschaft mit und beendete die Saison schließlich hinter diesem als Vizemeister. Im Sommer 19754 verstärkte sich Beşiktaş in der Offensive durch Spieler wie Sinan Alayoğlu und Tezcan Ozan. Diese Spieler verdrängten Milić im Saisonverlauf allmählich aus der Startelf. Zudem verletzte sich Milić im März 1975 und fiel die verbliebene Saison aus. Nach diesen Entwicklungen kündigte Milić zum Saisonende sein Karriereende an. Im Sommer 1975 verließ er schließlich die Türkei. Mit Beşiktaş konnte Milić Türkischer Pokal, Präsidenten-Pokal, Premierminister-Pokal und den TSYD-Istanbul-Pokal holen.

### Nationalmannschaft
Milić wurde 1964 im Rahmen Testspiels gegen die Rumänische Nationalmannschaft in den Kader der jugoslawische Nationalmannschaft nominiert. In dieser Partie spielte er von Anfang an und absolvierte so sein erstes und einziges Länderspiel.

## Trainerkarriere
Nach dem Ende seiner Fußballspielerkarriere kehrte Milić nach Jugoslawien zurück und arbeitete dort für die türkische Tageszeitung Milliyet als Sportkorrespondent.
Im November 1977 bot Milić' früherer Verein Adanaspor ihm den Cheftrainerposten an. Beide Seiten einigten sich für eine Zusammenarbeit und so begann Milić ab dem 9. Spieltag Adanaspor zu trainieren. Im weiteren Saisonverlauf formte er eine erfolgreiche Mannschaft die sogar phasenweise um die türkische Meisterschaft mitzuspielen begann. Durch Punktverluste in den letzten fünft Spieltagen entfernte sich die Mannschaft zwar etwas von der Tabellenspitze, jedoch wurde mit dem 4. Tabellenplatz die bis dato beste Erstligaplatzierung der Klubhistorie wiederholt. Nachdem der türkische Fußballverband im April 1978 verkündete in der kommenden Saison keine ausländischen Trainer in der Liga zulassen zu wollen, war Milić gezwungen zum Saisonende den Verein wieder zu verlassen.
Nach diesen Entwicklungen kehrte Milić nach Jugoslawien zurück und arbeitete dort wieder für Milliyet als Sportkorrespondent.
1980 wurde Milić als möglicher Trainer bei Beşiktaş Istanbul gehandelt. Der Verein entschied sich für die Saison 1980/81 für Metin Türel. Nachdem dieser aber hinter den Erwartungen blieb, wurde Türel durch Ljubiša Spajić ersetzt. Da Spajić nach zwei Spieltagen sein Amt niederlegte, wurde Milić wieder als potenzieller Cheftrainer bei Beşiktaş gehandelt. Schließlich ersetzte Beşiktaş Anfang November Türel durch Milić. Bis zum Saisonende blieb Milić mit seiner Mannschaft in der Liga chancenlos und beendete die Saison auf dem 5. Tabellenplatz. In seiner zweiten Saison bei Beşiktaş, der Saison 1981/82, schuf er aus jungen und unbekannten Spielern wie Rıza Çalımbay, Ulvi Güveneroğlu, Ziya Doğan, Kadir Akbulut, Süleyman Oktay und erfahrenen Altstars wie Ali Kemal Denizci, Bora Öztürk, Necdet Ergün, Serdar Bali, Mehmet Ekşi und Samet Aybaba eine schlagkräftige Mannschaft zusammen. Diese übernahm bereits am ersten Spieltag die Tabellenführung und verteidigte sie allerdings nur zwei Spieltage lang. Bis zum 23. Spieltag übernahm Milić' Team drei weitere Male für ein bzw. zwei Spieltage die Tabellenführung, vergab sie allerdings gleich wieder. Ab dem 25. Spieltag lieferte man sich mit Trabzonspor, welches zu dieser Zeit mit fünf Türkischen Meisterschaften in den letzten sechs Spielzeiten den türkischen Fußball dominierte, ein Kopf-an-Kopf-Rennen um die türkische Meisterschaft. Am 30. Spieltag schloss Milić mit seinem Team punktgleich an Trabzonspor an und übernahm wegen des besseren Torverhältnisses die Tabellenführung. Diese verteidigte Beşiktaş bis zum letzten Spieltag und wurde dadurch nach 15 Jahren wieder türkische Fußballmeister. Nach diesem wichtigen Erfolg für den Verein, wurde Milić als Trainer beibehalten. In seiner zweiten Trainersaison bei Beşiktaş konnte er allerdings den Erwartungen nicht gerecht werden und blieb hinter den Erwartungen zurück. In der damals gültigen Zwei-Punkte-Regelung belegte sein Team zum Saisonende einen Tabellenplatz der eine Punktedifferenz von 10 Punkten zum jeweiligen Meister aufwies. So verpasste der Verein die Qualifikation für die europäischen Pokalwettbewerbe und blieb auch in allen anderen Nationalen Wettbewerben erfolglos. Trotz dieser unerwartet schlechten Saison hielt die Vereinsführung an Milić auch in der Saison 1983/84 fest. In diese Saison startete Milić' Team mit dem Gewinn des TSYD-Istanbul-Pokals. In die Liga startete seine Mannschaft ebenfalls erfolgreich. In der Hinrunde hielt der Verein einen kleinen Punkteabstand zu den Tabellenführern und löste am 12. Spieltag den Erzrivalen Galatasaray Istanbul als Tabellenführer ab. Nach vier Spieltagen verlor die Mannschaft zwar die Tabellenspitze wieder an Galatasaray, beendete die Rückrunde aber mit zwei Punkten Abstand zu Galatasaray als Tabellenvierter. In die Rückrunde startete seine Mannschaft unter den Erwartungen und verlor immer mehr den Anschluss an die Tabellenspitze. Nachdem der Punkteabstand zum Tabellenersten nach dem 28. Spieltag auf sieben Punkte angestiegen war, entließ die Vereinsführung Beşiktaş' Milić und ersetzt diesen dann durch Ziya Taner. Während seiner Trainerzeit bei Beşiktaş entdeckte bzw. involvierte er Spieler wie Feyyaz Uçar, Metin Tekin, Gökhan Keskin und Rıza Çalımbay in die Mannschaft. Diese avancierten in späteren Jahren zu den wichtigsten Spielern des Vereins und des türkischen Fußballs.
Zur Saison 1984/85 übernahm er den Erstligisten Bursaspor und trainierte diesen eine Spielzeit lang. In der Saison 1985/86 übernahm er FK Vojvodina Novi Sad und trainierte diesen bis zum Saisonende. Die Saison beendete sein Team als Tabellenletzter und stieg damit in die 2. jugoslawische Fußballliga ab. Im Sommer 1986 wurde verkündet das Milić in der kommenden Saison den Istanbuler Erstligisten Sarıyer SK trainieren werde. Nachdem diese Zusammenarbeit nicht zustande gekommen war, begann Milić für Milliyet wieder als Sportkorrespondent.
Im Sommer 1987 wurde er bei seinem früheren Verein Adanaspor, welches mittlerweile wieder in der 2. Futbol Ligi spielte, als Trainer eingestellt. Bereits vor dem Saisonende wurde er hier entlassen und durch Ali Hoşfikirer ersetzt.
Zur Saison 1989 übernahm Milić zum dritten Mal Adanaspor als Cheftrainer und betreute diesen eine Spielzeit lang.
Im Januar 1991 wurde er bei seinem früheren Klub Bursaspor als neuer Cheftrainer vorgestellt. Nachdem er diesen Verein zum Saisonende auf dem 6. Tabellenplatz führte, blieb er auch in der letzten Saison Cheftrainer. Im November 1991 verließ er diesen Klub wieder.

## Erfolge

### Als Spieler
Mit FK Vojvodina Novi Sad
- Jugoslawischer Meister: 1965/66

Mit Adanaspor
- Meister der TFF 1. Lig und Aufstieg in die Süper Lig: 1970/71
- Pokalsieger des Ministeriums für Jugend und Sport: 1970/71

Mit Beşiktaş Istanbul
- Türkischer Pokalsieger: 1974/75
- Präsidenten-Pokalsieger: 1973/74
- Premierminister-Pokalsieger: 1973/74
- TSYD-Istanbul-Pokalsieger: 1974/75

### Als Trainer
Mit Adanaspor
- Tabellenvierter der Süper Lig: 1977/78

Mit Beşiktaş Istanbul
- Türkischer Meister: 1981/82
- TSYD-Istanbul-Pokalsieger: 1983/84